# Schizocosa yurae
Schizocosa yurae là một loài nhện trong họ Lycosidae.
Loài này thuộc chi Schizocosa. Schizocosa yurae được Embrik Strand miêu tả năm 1908.